# Italia Almirante Manzini
Italia Almirante Manzini, née le 4 juin 1890 à Tarente et morte le 16 septembre 1941 à São Paulo, est une actrice italienne.

## Biographie
Italia Almirante est issue d'une famille d'artistes du milieu du théâtre. Elle débute adolescente sur les planches récitant pour des compagnies comme celle de Ettore Berti, aux côtés de ses cousins Luigi et Mario Almirante ainse que celles de Alfredo De Sanctis et de Ruggero Ruggeri.
En 1919, elle épouse le journaliste, acteur et réalisateur Amerigo Manzini (it), d'où le son nom : Italia Almirante Manzini.

## Le cinéma muet
Italia Almirante Manzini  fait ses débuts cinématographiques dansMaria di Magdala, réalisé par Mario Caserini. Le premier film qui lui est officiellement crédité est le Il poverello di Assisi (Cines, 1911). 
Toutefois, quelques filmographies font remonter son apparition à l'écran au film Sul sentiero della vipera (Savoia Film, 1912). 
La renommée arrive avec Cabiria, et le rôle de la reine Sophonisba, qui lance sa carrière cinématographique, faisant d'elle une des plus importantes divas italiennes de son époque. 
Italia Almirante Manzini n'abandonne pas pour autant le théâtre.
Entre 1916 et 1917 elle travaille pour diverses maisons de production : Gladiator, Latina Ars, Silentium.
En 1917 elle tourne en Italie  Femmina et Hedda Gabler, en 1920 elle rejoint la maison de production Fert interprétant dans plusieurs films sous la direction de son cousin Mario Almirante : Zingari (1920), Marthù che ha visto il diavolo, La statua di carne (1921), La grande passione, La maschera del male (1922), L’ombra, La piccola parrocchia (1923), L’arzigogolo (1924). 
En 1926, après une brève période de tournée théâtrale, elle interprète son dernier film muet : La bellezza del mondo (Alba Film, 1926).

## Film sonore et fin de carrière
Elle réapparait au grand écran en 1934 pour la dernière fois dans son seul film sonore : L’ultimo dei Bergerac de Gennaro Righelli. 
En 1935, elle se rend au Brésil où elle continue à réciter occasionnellement pour la colonie italienne. 
C'est à São Paulo qu'elle meurt en 1941 victime d'une piqure d'insecte venimeux.
Elle est inhumée au Cemitière de Campo Verano à Rome.

## Filmographie partielle
- 1910 :Gerusalemme liberata, réalisation Enrico Guazzoni
- 1911 :Il poverello di Assisi, réalisation Enrico Guazzoni
- 1912 :
  - Sul sentiero della vipera,réalisation Oreste Mentasti
  - La fuggitiva, réalisation Roberto Danesi
  - La miniera di ferro, réalisation Oreste Mentasti
- 1913 : L'ombra del male, réalisation Gino Zaccaria
- 1914 : 
  - La rivincita, réalisation Eugenio Testa
  - Cabiria, réalisation Giovanni Pastrone [2]
  - I pericoli dei travestimenti, réalisation Émile Vardannes
- 1916 :
  - Sul limite della follia, réalisation Riccardo Tolentino
  - L'amazzone macabra, réalisation Ugo De Simone
  - Il cadavere scomparso, réalisation Telemaco Ruggeri
  - Notte di tempesta, réalisation Guglielmo Zorzi
- 1917 :
  - Voluttà di morte, réalisation Ugo De Simone
  - Tua per la vita, réalisation Ugo De Simone
  - Rose vermiglie, réalisation Febo Mari
  - La musa del pianto e quella del sorriso, réalisation Amerigo Manzini
  - Maternità, réalisation Ugo De Simone
  - Ironie della vita, réalisation Mario Roncoroni
  - La figlia della tempesta, réalisation Ugo De Simone
  - Crevalcore, réalisation Romolo Bacchini
- 1918 :
  - Passion tzigane, réalisation Umberto Paradisi
  - Il matrimonio di Olimpia, réalisation Gero Zambuto
  - Maciste détective (Maciste poliziotto), réalisation Roberto Roberti
  - Maciste medium, réalisation Vincenzo Denizot
  - Maciste atleta, réalisation Vincenzo Denizot et Giovanni Pastrone
  - Femmina - Femina, réalisation Augusto Genina
- 1919 : La maschera e il volto, réalisation Augusto Genina
- 1920 :
  - Hedda Gabler, réalisation Gero Zambuto et Giovanni Pastrone
  - Orizzontale, réalisation Gennaro Righelli
  - I due crocifissi, réalisation Augusto Genina
  - Martirio, réalisation Gabriel Moreau
  - L'innamorata, réalisation Gennaro Righelli
  - La cugina, réalisation Gero Zambuto
  - Zingari, réalisation Mario Almirante
- 1921 :
  - I tre amanti, réalisation Guglielmo Zorzi
  - La statua di carne, réalisation Mario Almirante
  - Il fango e le stelle, réalisation Pier Angelo Mazzolotti
- 1922 :
  - Il sogno d'amore, réalisation Gennaro Righelli
  - Marthú che ha visto il diavolo, réalisation Mario Almirante
  - La maschera del male, réalisation Mario Almirante
  - La grande passione, réalisation Mario Almirante
  - La piccola parrocchia, réalisation Mario Almirante
- 1923 : L'ombra, réalisation Mario Almirante
- 1924 : L'arzigogolo, réalisation Mario Almirante
- 1926 : La bellezza del mondo, réalisation Mario Almirante
- 1934 : L'ultimo dei Bergerac, réalisation Gennaro Righelli